# Estadio Anoeta
Het Estadio Anoeta, ook voor commerciële redenen Reale Arena genaamd, is een multifunctioneel stadion in San Sebastián, in het stadsdistrict Amara Berri. Het stadion biedt plaats aan 32.076 toeschouwers. De bekendste bespeler van het stadion is voetbalclub Real Sociedad. Daarnaast wordt het stadion ook gebruikt voor rugbywedstrijden van Biarritz Olympique in de Heineken Cup. Het werd geopend in 1993.
Tijdens seizoen 2013/14 werd Estadio Anoeta tijdelijk gebruikt door Athletic Club Bilbao in verband met de verhuizing naar hun nieuwe stadion vanuit het oude stadion San Mamés. Deze tijdelijke verhuizing leverde veel commotie op aangezien Athletic Club Bilbao en Real Sociedad als rivalen gelden.